# PZL.42
PZL.42 – polski samolot eksperymentalny (lekki samolot nurkujący) zbudowany na bazie samolotu PZL.23 Karaś. Zaprojektowany i zbudowany w 1936 roku w Państwowych Zakładach Lotniczych w Warszawie.

## Historia

Silnik Bristol Pegaz VIII eksponowany w MLP w Krakowie

W latach 1936–1939 w Państwowych Zakładach Lotniczych w Warszawie zespół konstruktorów pod kierunkiem inż. Stanisława Praussa prowadził prace nad doskonaleniem produkowanego seryjnego samolotu PZL.23 Karaś.
Pierwszą z konstrukcji, zmieniającą koncepcję samolotu PZL.23 Karaś, był zbudowany na wiosnę 1936 roku samolot eksperymentalny oznaczony jako PZL.42, który powstał z przebudowanego produkowanego seryjnie samolotu PZL.23 Karaś. W celach doświadczalnych wyposażono go w podwójne usterzenie pionowe oraz we wciąganą w kadłub gondolę. Przeróbki miały na celu poprawę skuteczności steru kierunku, szczególnie w locie na dużych kątach natarcia, oraz zwiększenie pola ostrzału górnego tylnego karabinu maszynowego, a przy schowanej w kadłub gondoli, zmniejszenie oporu aerodynamicznego samolotu i zwiększenie jego osiągów.  Gondola opuszczała się na prowadnicach pod ciężarem obserwatora po jego wejściu do niej, a powracała samoczynnie do górnego położenia na sznurach gumowych, gdy obserwator ją opuścił. 
Samolot PZL.42 został oblatany w kwietniu 1936 roku na lotnisku Okęcie w Warszawie. Po licznych próbach w locie i wypróbowaniu działania wszystkich urządzeń, w tym wypuszczanej z kadłuba i wciąganej do niego gondoli, stwierdzono celowość zastosowania w tego typu samolotach podwójnego usterzenia pionowego i tego rodzaju gondoli z zastrzeżeniem jednak udoskonalenia systemu jego wciągania i wypuszczania, gdyż system zastosowany w samolocie PZL.42 nie sprawdził się. Na podstawie doświadczeń uzyskanych w toku budowy i sprawdzania w locie tego samolotu, w 1937 roku podjęto kolejne prace projektowe nad samolotem rozpoznawczo-bombowym, oznaczonym jako PZL.46 Sum.
Wyprodukowano tylko jeden egzemplarz samolotu PZL.42, który służył do badań zastosowanych w nim rozwiązań.

## Użycie w lotnictwie polskim
Po zakończeniu prób samolot PZL.42 został przekazany do 1 pułku lotniczego w Warszawie, a stamtąd przekazano go do Szkoły Podchorążych Lotnictwa w Dęblinie. W Dęblinie był wykorzystywany jako eksponat naukowy. We wrześniu 1939 roku uległ zniszczeniu podczas bombardowania szkoły przez lotnictwo niemieckie. W lotnictwie wojskowym nie był używany do lotów.

## Opis techniczny
Samolot PZL.42 był lekkim samolotem bombowo-rozpoznawczym, wolnonośnym dolnopłatem o konstrukcji całkowicie metalowej, kadłub półskorupowy. Podwozie stałe, wolnonośne z amortyzacją olejowo-powietrzna. Napęd silnik gwiazdowy, śmigło drewniane – dwułopatowe. 